# 고든 그리피스

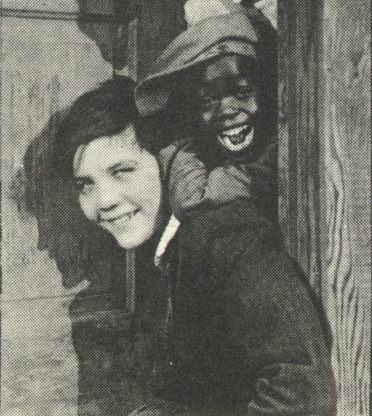

고든 그리피스(Gordon Griffith, 1907년 7월 4일 ~ 1958년 10월 12일)는 미국의 배우, 영화 프로듀서, 영화배우이다.
시카고에서 태어났으며 할리우드에서 사망하였다. 사인은 심근 경색이다.

## 영화
- 십자군 (1935년)
- 타잔 - 엘모 린콘 편 3 (1921년)
- 허클베리 핀 (1920년)
- 타잔 - 뎀프시 테이블러 편 (1920년)
- 타잔 - 엘모 린콘 편 2 (1918년)
- 타잔 - 엘모 린콘 편 1 (1918년)
- 코트 인 어 카바레 (1914년)
- 베니스에서의 어린이 자동차 경주 (1914년)
- 스타 하숙생 (1914년)
- 20분의 사랑 (1914년)
- 운명의 나무망치 (1914년)